# 발리소토
발리소토(이탈리아어: Vagli Sotto)는 이탈리아 토스카나주 루카도에 있는 코무네이다. 피렌체에서 북서쪽으로 90 km, 루카에서 북서쪽 35 km 거리에 위치해 있다.